# 泣きゲー
泣きゲー（なきゲー）は、恋愛ゲームやギャルゲー、美少女ゲーム、アダルトゲームにおいて、「プレイすることで感動を呼び起こされ、泣けるゲーム」を指す俗語。転じて、そういったゲームの内容の属性（特徴）を示す語やゲームのカテゴリ（範疇）またはジャンル（種類）の一つとしても使用されている。

## 概要
泣きゲーは、恋愛ゲームやギャルゲー、美少女ゲーム、アダルトゲームにおいて、物語や登場人物への共感を引き起こす作劇を意図的に用いてプレイヤーの心を揺さぶり、物理的に涙を流させることを売りにした作品である。ゲームメーカー（制作者）が行っている正式なカテゴリ（範疇）またはジャンル（種類）としての区分ではないが、心身共に深く結ばれた男女が残酷な運命に翻弄されるような筋立ての恋愛作品を指すことが多く（「#構造」の項も参照）、ゲーム市場のうち人気を博しているジャンルの一つである。
一口に「心を動かされて感動を呼び起こされる」と言っても、何によってどのように「感動する」かは人それぞれであり、漠然とした定義である。しかしストーリーテリングの見地から見れば、感動を呼び起こすための作劇はある程度限定されており、特に「涙を流させる」ことに特化させるための手法は古から確立されたものである。もっとも、制作者が意図した通りに泣けたか否かはユーザーの反応に委ねられているため、個々の作品が泣きゲーか否かに関しては意見が分かれる場合があり、厳密なカテゴリやジャンルとして各作品を明確に区分することは難しい面もある。

## 歴史
1980年代に登場したアダルトゲームは当初、ゲームの進行と共に女性のエロティックな画像が表示されていくといった内容が主流で、男性向けポルノグラフィとしての約束事に忠実な、性的快楽の描写を主題とするものが主流であった。しかし1990年代に入るとその傾向に変化が生じ始め、奥行きある恋愛模様を描いたアダルトゲーム『同級生』（1992年）がエルフより発売されたことを皮切りに、ギャルゲーやアダルトゲームにおける主流は、エロティックなものから恋愛ものへと急速に移行していく。『同級生』の続編『同級生2』（1995年）には隠れキャラクターのサブシナリオという位置づけながらも、孤独な闘病生活を送る儚げな美少女・杉本桜子との交流を描く内容が描かれており、ここに既に「泣きゲー」の元祖的な要素があったことを指摘する意見もある。
その後Leafより発売された『雫』（1996年）はアドベンチャーゲームの体裁を取っていたものの、ゲームとしてのインタラクティブ性ではなくストーリーを読ませることを主とした内容となっていた。この『雫』が成功を収めたことがきっかけとなり、ゲーム性よりも物語性とキャラクターデザインを重視した美少女ゲームの隆盛が始まり、アダルトゲームは小説やアニメのような物語メディアとして消費される傾向が強くなっていく。Leafからは更に『雫』に続くリーフビジュアルノベルシリーズ （LVNS）として『痕』（1996年）、『To Heart』（1997年）が発売され、アドベンチャーゲームにおいて感動させるという傾向は、その色合いを濃くしていく。例えば『To Heart』に登場するヒロインの一人であるアンドロイド少女、HMX-12“マルチ”のサブシナリオは、残酷な運命が確約されているにもかかわらず健気に頑張るヒロインの姿が「泣ける。もう泣けまくり」とも評された。
やがて、プレイヤーを物語の内容や登場人物の言動に共感させて感動させることを意図して作劇された「感動系」と呼ばれるジャンルの中から、特にプレイヤーに物理的な涙を流させることを売りにした作品が出現するようになる。1998年にTacticsから発売された『ONE 〜輝く季節へ〜』で描かれる物語の後半は、ストーリーの分岐にかかわらず全編が沈鬱で悲劇的な作風によって彩られており、本田透らはこの作品を「泣きゲー」の元祖的作品であるとしている。その難解とも言われるストーリー性ゆえ『ONE 〜輝く季節へ〜』の販売本数は振るわなかったが、その当時のインターネットや口コミ等でじわじわと話題となった。
そして、『ONE 〜輝く季節へ〜』の制作チームの一部が Tactics から移籍して立ち上げたゲームブランドのKeyより1999年に発売された『Kanon』は大ヒット作品となり、10万本以上の売り上げを誇ってプレーヤーの支持を得たのに加えて、マスメディアにも取り上げられた。大きなヒットを記録した本作こそ「泣きゲー」の元祖であるとする意見もある。『Kanon』はアダルトアドベンチャーゲームとして発売されたものの、性的な場面はほとんどなく、後に発売された全年齢版において物語としての完成度はむしろ高められた。2000年の『AIR』は、性的な場面やゲーム性はほとんど削ぎ落とされ、美少女ゲームにおける臨界点と形容されるような先鋭性を極めつつも、「泣きゲー」として大きな商業的成功を収めた。やがて「ゲームで泣けた」という話題は口コミを中心に広がり、従来のアダルトゲームに対する評価や偏見を覆す宣伝効果となっていく。『To Heart』や『Kanon』が全年齢版の発売を経てテレビアニメ化されたことでギャルゲーの存在は広く認知されるようになり、やがて「泣きゲー」の存在はジャンルを超えるムーブメントとなっていった。

## 構造
『AIR』や『CLANNAD』といった作品にシナリオライターの一人として参加した涼元悠一は自著において、このようなゲームジャンルで用いられている「萌やし泣き」という手法を紹介している。これは物語の前半部分で時間をかけて主人公とヒロインとの他愛もない日常描写を描き、ヒロインをかけがえのない存在として印象付けて（萌やして）から、後半で二人を一気に不幸な展開に突き落とすというものである。手法として重要なのは前半部で描かれる楽しげな日常描写と後半部との落差であり、不幸な展開の結末は悲劇でも逆転による大団円でも構造に大差はなく、いずれにせよ、失われてしまったかけがえのない日常への郷愁に打ちひしがれ、不幸な展開に疲弊しているプレイヤーに対して、予め前半で敷いておいた「最後の一押し」のための布石を用いて落涙によるカタルシスを促すのだという。このような手法は、いわゆる泣きゲーの基本手法としては広く認知され確立されているものであると説明されている。
涼元は、人間は痛みや悔しさ、肉親の死や親しい人の苦しみといった、泣くしかないような人生の状況を真に迫った形で追体験させられれば、生理的に涙を流すようにできているのだと述べている。このような類型の「泣きゲー」では、プレイヤーは自分にとって分かちがたい存在となった恋人に降りかかる不幸に同情し、いずれ老いて死んでいかなければならない人間が持つ普遍的な感傷によって気分を高められ、最後に物語に決着が付くことをきっかけに、悲劇の内容ではなく物語前半で築き上げられたヒロインの存在感に対して涙するのである。
このような作品においては、プレイヤーを物語に共感させるための仕掛けも重要である。思想家の東浩紀は、物語性を重視した美少女ゲームではプレイヤーを登場人物に同一化させるための手段のひとつとして、メタフィクションの手法が多用されていることを指摘する。例えば恋愛を扱ったゲームにおいてプレイヤーは常々、物語の上では主人公が一人の女性と結ばれ深く愛し合う一方、現実においては攻略可能なヒロインが複数存在し目移りさせられ、またゲームを終えればゲーム機の前から離れなければならないという矛盾に引き裂かれているが、『ONE 〜輝く季節へ〜』においては「永遠の世界」と呼ばれる設定を用いることで、そうした矛盾を物語の中の悲劇として描き出すことを試みている。また『AIR』では物語終盤の第3部において、プレイヤーは物語に介入することができないカラスの立場を追体験させられることにより、ゲーム的な選択肢を奪われて無力感を味わわせられ、「父の不在」による悲劇というテーマを「プレイヤーの不在」という形で経験させられることになる。
これらのゲームでは、プレイヤーを感動させるための場面に挿入されるゲームミュージックやボーカル曲も重要視されている。作劇上、クライマックスのここぞという場面における印象的な歌曲は、プレイヤーを泣かせるためのトリガーとして効果を発揮するのである。

## 主な作品
発売日順（同日の場合は五十音順）。移植版がある作品については、初出作品を記載。
1998年
- ONE 〜輝く季節へ〜（Tactics、5月29日）

1999年
- Kanon（Key、6月4日）
- 加奈 〜いもうと〜（ディーオー、6月25日）

2000年
- 銀色（ねこねこソフト、5月31日）
- AIR（Key、9月8日）

2001年
- 水夏（CIRCUS、7月27日）
- 君が望む永遠（âge、8月3日）
- 家族計画（ディーオー、11月2日）

2002年
- うたわれるもの（Leaf、4月26日）
- それは舞い散る桜のように（BasiL、6月28日）

2003年
- SNOW（スタジオメビウス、1月31日）
- マブラヴ（âge、2月28日）
- 朱 -Aka-（ねこねこソフト、6月13日）
- CROSS†CHANNEL（FlyingShine、9月26日）
- めぐり、ひとひら。（キャラメルBOX、9月26日）
- こなたよりかなたまで（F&C、12月12日）
- 沙耶の唄（ニトロプラス、12月26日）

2004年
- CLANNAD（Key、4月28日）
- North Wind（Dream Soft、9月24日）
- 最終試験くじら（CIRCUS、12月23日）

2005年
- ゆのはな（PULLTOP、3月25日)
- パルフェ 〜ショコラ second brew〜（戯画、3月25日）
- 車輪の国、向日葵の少女（あかべぇそふとつぅ、11月25日）
- 智代アフター 〜It's a Wonderful Life〜（Key、11月25日）

2006年
- マブラヴ オルタネイティヴ（âge、2月24日）
- もしも明日が晴れならば（ぱれっと、2月24日）
- この青空に約束を―（戯画、3月31日）
- D.C.II 〜ダ・カーポII〜（CIRCUS、5月26日）
- 遥かに仰ぎ、麗しの（PULLTOP、11月24日）
- true tears（La'cryma、3月31日）
- ef-a fairy tale of the two.（minori、12月22日）

2007年
- カタハネ（Tarte、1月26日）
- リトルバスターズ!（Key、7月27日）
- ピアノの森の満開の下（ぱじゃまソフト、8月24日）
- そして明日の世界より――（etude、11月22日）
- 明日の君と逢うために-Till I Reach Your Tomorrow-（株式会社クリアブルーコミュニケーションズPurple software、11月30日）

2008年
- G線上の魔王（あかべぇそふとつぅ、5月29日）
- ef - the latter tale.（minori、5月30日）

2009年
- タペストリー -you will meet yourself-（light、2月27日）
- 星空のメモリア -Wish upon a shooting star-（FAVORITE、3月27日）
- メモリア（Purple software、8月28日）
- eden*（minori、9月18日）

2010年
- L@ve once（Maid meets Cat、9月30日）
- 素晴らしき日々 〜不連続存在〜（ケロQ、3月26日）
- 失われた未来を求めて（TRUMPLE、11月26日）

2011年
- WHITE ALBUM2 -closing chapter-（Leaf、12月22日）
- Rewrite（Key、6月24日）

2012年
- はつゆきさくら（SAGA PLANETS、2月24日）
- この大空に、翼をひろげて（PULLTOP、5月25日）

2013年
- 向日葵の教会と長い夏休み（枕、3月29日）

2014年
- 星織ユメミライ（ビジュアルアーツ、7月25日）

2015年
- 見上げてごらん、夜空の星を（PULLTOP、12月18日）
- サクラノ詩 -櫻の森の上を舞う-（枕、10月23日）

2016年
- アマツツミ（Purple software、7月29日）

2017年
- 金色ラブリッチェ（SAGA PLANETS、12月22日）
- Harmonia（Key、5月26日）

2018年
- Summer Pockets（Key、8月29日）

2019年
- さくら、もゆ。-as the Night's, Reincarnation-（FAVORITE、1月31日）